# 王粹 (西晉)
王粹（？—308年），字弘遠，西晋弘农郡湖县（今河南灵宝西）人，晋灭吴的名将王濬的孙子。父亲王畅，官至散骑郎。
王粹在289年奉晋武帝诏娶颍川公主。贾谧喜欢接纳士大夫。王粹和陆机、陆云兄弟，郭彰、石崇、和郁、荥阳人潘岳、清河人崔基、勃海人欧阳建、兰陵人繆徵、京兆人杜斌、挚虞，琅邪人诸葛诠、襄城人杜育、南阳人邹捷、齐国人左思、沛国人劉瓌、周恢、安平人牵秀、颖川人陳眕、高阳人许猛、彭城人刘讷、中山人刘舆、刘舆的弟弟刘琨，都归附于贾谧的门下，号称金谷二十四友。
303年八月，河间王司马颙让张方任都督，带领七万军队，从函谷关向东，直指洛阳。成都王司马颖在朝歌驻扎军队，让平原内史陆机为前将军、前锋都督，统领中郎将王粹、冠军将军牵秀、中护军石超等军队二十多万人，向南逼临洛阳。王粹等人不服陆机。白沙督孙惠劝说陆机将都督的职位让给王粹。陆机不同意。304年八月刘渊派左於陆王刘宏，带领五千精骑，会同王粹阻击东嬴公司马腾。王粹已被司马腾打败，刘宏无功而返。308年十一月初八，石勒在三台抓住并杀了魏郡太守王粹。